# Xã Poplar River, Quận Red Lake, Minnesota
Xã Poplar River (tiếng Anh: Poplar River Township) là một xã thuộc quận Red Lake, tiểu bang Minnesota, Hoa Kỳ. Năm 2010, dân số của xã này là 107 người.